# Florencia Peña Saint Martin
Florencia Peña Saint Martin (Ciudad de México) es una antropóloga mexicana especializada en acoso psicológico en el trabajo. Es investigadora de tiempo completo en el Instituto Nacional de Antropología e Historia (INAH) y forma parte del Sistema Nacional de Investigadores nivel 2. Fue directora de la Escuela Nacional de Antropología e Historia (ENAH) de 2000 a 2003. Su principal línea de investigación se enfoca en antropología, salud y sociedad en grupos contemporáneos. Fue coordinadora de la Asociación Latinoamericana de Medicina Social y es editora de la revista electrónica bilingüe Medicina Social.

## Trayectoria académica
En 1976 se graduó como licenciada en antropología con especialidad en antropología física por la Escuela Nacional de Antropología e Historia. Posteriormente realizó una maestría en medicina social por la Universidad Autónoma Metropolitana, Unidad Xochimilco, obteniendo el grado en 1984. Realizó un doctorado en antropología sociocultural en la Universidad de Florida en Estados Unidos, graduándose en 1994.
De 1976 a 1982 trabajó como profesora-investigadora de tiempo completo en el Instituto Nacional de Antropología e Historia en la licenciatura en antropología física. Posteriormente en el centro INAH en Yucatán de 1982 a 1992, y en el Estado de México de 1992 a 1994. Desde 1994 trabaja en la División de Posgrado de la ENAH, siendo decana del Posgrado en Antropología Física. Impartió clases también en el Centro Interdisciplinario de Ciencias de la Salud, en la Facultad de Ciencias Antropológicas de la Universidad Autónoma de Yucatán, y en los programas de Maestría en Medicina Social y Doctorado en Ciencias Biológicas en la Universidad Autónoma Metropolitana, Unidad Xochimilco.
Es miembro del Sistema Nacional de Investigadores nivel II, desde 1995.

### Cargos académico-administrativos
A lo largo de su carrera ha fungido como responsable en distintos puestos académico-administrativos.
- Desde 1996: responsable de la línea de generación y aplicación del conocimiento dentro del posgrado en antropología física en la ENAH.
- Desde 1996: editora de la revista electrónica bilingüe Social Medicine / Medicina Social.
- Desde 1999: Miembro del consejo editorial de la revista Salud Problema.
- De 2000 a 2003: Directora de la Escuela Nacional de Antropología e Historia.
- De 2003 a 2023: Responsable del cuerpo académico Diversidad Biosocial Contemporánea" del Posgrado en Antropología Física.
- De 2004 a 2006: Secretaria de la Asociación Mexicana de Antropología Biológica.
- 2005: Miembro del grupo promotor de la Asociación Latinoamericana de Medicina Social en México.
- 2005: Miembros del comité organizador del XIII Coloquio Internacional de Antropología Física Juan Comas, llevado a cabo en la ciudad de Campeche.
- De 2007 a 2009: Coordinadora de la Asociación Latinoamericana de Medicina Social en México.

## Líneas de investigación
Comenzó su investigación durante la licenciatura, donde estudió el dimorfismo sexual en los niveles séricos de la Inmunoglobina M (IgM). Durante la maestría su tesis estuvo enfocada en la naturaleza humano-social. Ya en el doctorado su investigación las mujeres en el contexto de trabajo y familia, trabajando particularmente el caso de obreras de la industria del vestido en Yucatán.
Como investigadora en el Instituto Nacional de Historia y Antropología, sus líneas de investigación se centran en la antropología física, salud y sociedad, así como el mobbing o linchamiento emocional en el trabajo. En 2008 comenzó una línea de investigación donde analiza la salud de jóvenes estudiantes de licenciatura en antropología.
El término mobbing fue acuñado por Heinz Leynmann en 1982 para definir la violencia o acoso en espacios laborales. Las investigaciones de Florencia Peña Saint Martin han demostrado que este tipo de conductas tienen un impacto negativo en la salud física y emocional de los trabajadores y que incluso el 5% de quienes lo padecen pueden suicidarse. Los estudios demuestran que quienes son víctimas de acoso laboral llegan a sufrir de estrés, desorden general de angustia, y síndrome de estrés postraumático.

## Producción científica
A lo largo de su carrera ha dirigido múltiples tesis de licenciatura, maestría y doctorado en el área de antropología y sus relaciones entre la salud y la sociedad. Como parte de sus investigaciones se han publicado diversos libros, ensayos, y artículos científicos. 

### Libros
Algunos de los libros en los que ha participado como editora y/o autora son:
- Testimonios de mobbing. El acoso laboral en México. Ediciones Eón 2009.
- Medicina social en México I. Experiencia, subjetividad y salud. Ediciones Eón, 2010.
- Medicina social en México V. Género, sexualidad, violencia y cultura. Ediciones Eón, 2010.
- Antropología física. Diversidad biosocial contemporánea. Ediciones Eón, 2011

### Artículos científicos
Ha realizado trabajo de campo, presentado, compilado y publicado diversos trabajos. Entre los más destacados se encuentran:
- Peña, F. y M. A. Zapata (2005). La docencia de la antropología física en la ENAH frente a la sociedad del conocimiento y las políticas educativas. Estudios de Antropología Biológica, 12: 223-246.
- Peña, F. (2004). Mediaciones en salud. La familia entre la antropología y el pensamiento médico social. Salud Problema, vol. VII-XII.
- Peña, F. y R. M. Ramos (2003). Reflexiones en torno a la docencia de la antropología física en México. Estudios de Antropología Biológica, 11: 523-538.
- Peña, F. y R. M. Ramos (2001). La Antropología Física en la enseñanza superior en México. Estudios de Antropología Biológica, 10: 217-236.
- Peña, F., R. M. Ramos y J. L. Castrejón (2001). Crecimiento físico de preescolares en familias encabezadas por mujeres de la zona metropolitana de la Ciudad de México. Anales de Antropología, 35: 31-49.
- V. A. Vázquez, J. L. Castrejón y F. Peña (2001). Peso, talla y edad en preescolares como indicadores de vulnerabilidad en hogares de madres solas (Nezahualcóyotl, Edo. de México). Estudios de Antropología Biológica, 10: 217-236.